# Filippo Picinelli
Filippo Picinelli est un théologien italien, né à Milan le 21 novembre 1604 et mort en 1678. Il fut chanoine régulier de Saint-Augustin de la Congrégation de Latran.

## Biographie
Né le 21 novembre 1604 à Milan, Filippo Picinelli rejoignit l’ordre des Augustins en 1614, à l’âge de dix ans. Il étudia la philosophie et la théologie à Crémone et Plaisance. Reçu docteur en théologie, il se mit à prêcher dans les principales villes d'italie ; après quarante années de travaux, il devint abbé de son ordre.
Picinelli pensait que le monde créé par Dieu pouvait être lu comme un livre de symboles. C’est guidé par cette conviction qu’il entreprit son célèbre livre d’emblèmes, ouvrage d’ambition encyclopédique de plus d’un millier de pages, connu sous le titre de Mundo simbolico, et qui fut publié pour la première fois en 1653 à Milan par Francesco Mognagha . 
C'est avant tout aux orateurs, aux prédicateurs, aux poètes et aux savants que Picinelli adressa son œuvre, avec son encyclopédie pratique de symboles, plus universelle en intention et en exécution que celle de Cesare Ripa à laquelle elle faisait suite. Ripa s'était limité aux symboles de notions générales, Picinelli désirait embrasser l'ensemble de la science des symboles, leur rapport avec la réalité dont ils étaient les signes accessibles pour le public.
L'œuvre de Picinelli était plus connue en Europe dans la traduction latine d'Augustyn Erath: Mundus symbolicus in emblematum universitate formatus, explicatus ... (Cologne 1681), avec dédicace à Eléonore, princesse lorraine veuve de Michel Wiśniowiecki, roi de Pologne. Cette version eut ensuite de nombreuses rééditions.

## Ouvrages
- Mondo simbolico, 1653 (Mundus Symbolicus, édition latine de 1681, vol. 1 ; édition latine de 1687, vol. 2)
- Lumi riflessi, 1667 (Lumina reflexa, édition latine de 1702)
- Ateneo dei letterati milanesi, Milan, 1670
- Foeminarum S. Scripturae Elogia (édition latine de 1694)
- Labores Apostolici (édition latine de 1711, vol. 1)
- Sacrarum religionum (édition latine de 1696)
- Symbola virginea (édition latine de 1694)
- Tributa encomiorum (édition latine de 1697)